# 太田成方
太田 成方（1550年?－1598年?），日本戰國時代、安土桃山時代的武將，通稱久作，是高橋、立花家臣，父為太田惟久。

## 生平

### 出自
此太田氏之起源為大神惟基三男植田七郎太夫季定(惟平)五代孫・太田野津原彌四郎惟綱，從他居住豐後國野津原並以太田野津原稱作家號為始。因其嫡子小次郎忠綱早逝，以大友親秀的三男三郎泰能之幼子能基(後稱三郎朝綱)為養子。但當時能基幼少，所以讓泰能暫時作為野津原城主，待能基成長後繼承惟綱家系，此後數代屬大友家，但經過幾代後逐漸沒落。
到太田成方的父親太田惟久時，隸屬為大友氏底下的高橋鑑種之家臣，持續擔任野津原城主。但在永祿10年（1567年）高橋鑑種發起謀反時，連帶遭到主家大友宗麟的懷疑，一併遭受懷疑謀反的大友氏家老田原親賢為了洗刷嫌疑因此作勢出兵攻擊惟久，於是惟久出奔成為浪人。
高橋鑑種之亂平定之後，高橋家讓身為「大友三老」之一的吉弘鑑理次子吉弘鎮理成為繼承人，即為高橋紹運。由於高橋紹運知曉太田惟久無謀反之意，招其回歸擔任家臣，太田成方此時便跟隨父親回歸，往後侍奉高橋紹運隨大友軍征討筑前，並受到紹運信賴。

### 輔佐少主
之後，高橋紹運因為賞識太田成方，認為其武士作息、精勤職務的精神可為高橋家的武士之鑑，除了要求家中眾臣學習，也讓成方擔任紹運之子高橋彌七郎統虎（即日後的立花宗茂）的傅役，希望能以其武士風範引導彌七郎的行為。
天正9年（1581年），由於統虎成為立花道雪的養子，高橋紹運在統虎前往立花山城前晚舉行宴會，並指派成方和另一位家臣世戶口政真（世戶口十兵衛）擔任統虎的後見役，隨同統虎前往立花家。由於統虎原為名門武家正式繼承者，此時卻變相降格為養子，且實為送往立花家之人質，因此太田成方和世戶口政真除了穩定和安撫統虎的情緒外，格外小心處理與立花家的關係。立花道雪死後，由於統虎繼承立花家，使得太田成方和世戶口政真在家族的地位上升，兩人也在立花家的評定會議發揮折衝作用，未引起家族內部分裂。
天正15年（1587年），立花家經過參與豐臣秀吉發動的「九州征伐」受到讚揚而得以受領筑後柳川成為大名。
成方也從宗茂處受領12町的領地俸祿，並致力於柳川內政，實行治水和開墾等政務。

### 戰死朝鮮及其後裔
之後豐臣秀吉於文祿元年~慶長3年（1592~1598年）發動「朝鮮戰役」，成方隨主君宗茂參戰，於這當中的慶長之役，於某場戰鬥中奮勇戰死在友軍眼前，往後令宗茂及同僚回憶其過往功勳皆到了落淚的程度。
由於戰死時其子太田惟利尚年幼，無法繼承太田家督，加之慶長5年（1600年）「關原之戰」後立花家遭到改易，惟利成了浪人。後來主君宗茂恢復柳川大名身分，命令家臣古莊源左衛門、由布惟與找尋成方的後代，終於寬永5年(1628年)惟利回到柳川，由於當時宗茂身在江戶，於是惟利前往江戶面見宗茂，受到擔任小姓組受十人扶持的待遇。但到了繼承宗茂的二代柳川藩主立花忠茂時代，於慶安元年(1648年)再度成為浪人，其子太田惟榮則於萬治元年(1658年)柳川藩第三代藩主立花鑑虎時期被招回擔任徒組，之後代代因其祖父的精勤，一時領有90石俸祿，總括家錄大約60~70石程度。